# Pseudotelphusa
Pseudotelphusa är ett släkte av fjärilar som beskrevs av Antonius Johannes Theodorus Janse 1958. Pseudotelphusa ingår i familjen stävmalar, Gelechiidae.

## Dottertaxa tillPseudotelphusa, i alfabetisk ordning[1][2]
- Pseudotelphusa acrobrunella
- Pseudotelphusa albisignata
- Pseudotelphusa albopasta
- Pseudotelphusa amelanchierella
- Pseudotelphusa basifasciella
- Pseudotelphusa belangerella
- Pseudotelphusa betulella
- Pseudotelphusa confixa
- Pseudotelphusa cycota
- Pseudotelphusa decuriella
- Pseudotelphusa devia
- Pseudotelphusa fuscopunctella
- Pseudotelphusa griseotincta
- Pseudotelphusa incana
- Pseudotelphusa incognitella
- Pseudotelphusa istrella
- Pseudotelphusa occidentella
- Pseudotelphusa oxychasta
- Pseudotelphusa palliderosacella
- Pseudotelphusa paracyota
- Pseudotelphusa paripunctella, Parpunktsmal
- Pseudotelphusa probata
- Pseudotelphusa quadrella
- Pseudotelphusa scalella, Svartvit kantmal
- Pseudotelphusa sokolovae
- Pseudotelphusa tessella
- Pseudotelphusa tornimacula
- Pseudotelphusa trifasciella
- Pseudotelphusa trinephela
- Pseudotelphusa vovkella

## Bildgalleri

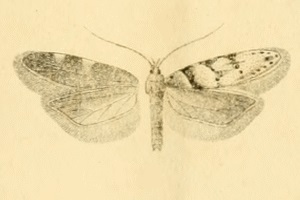
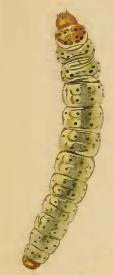
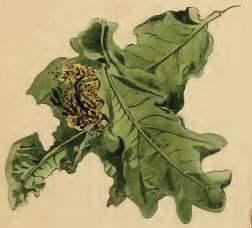
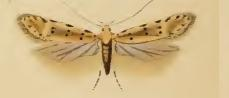
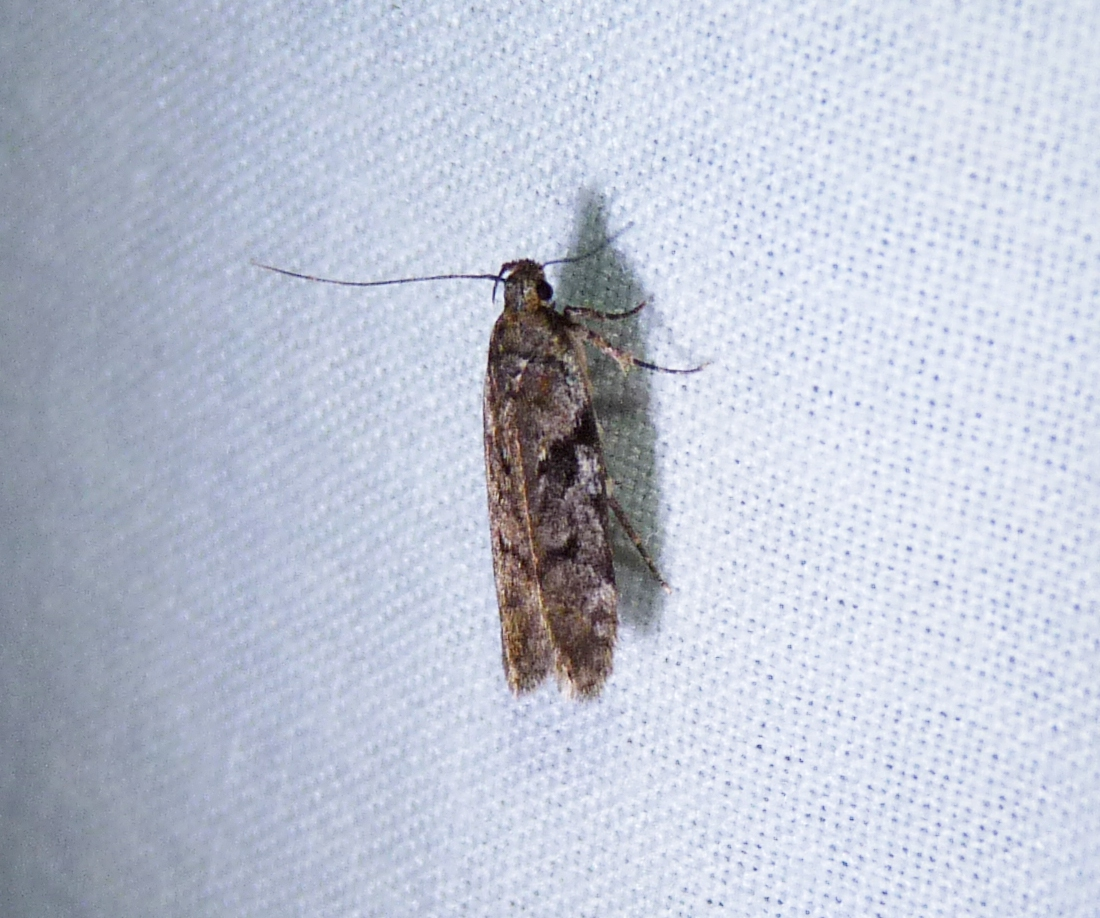
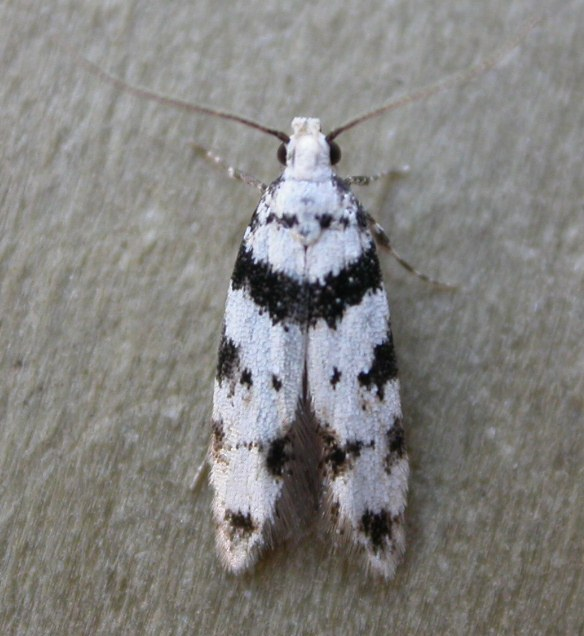